# Castlebay
Castlebay, en gaélique écossais Bàgh a' Chaisteil, est le principal port et village de l'île de Barra dans les Hébrides extérieures au large de la côte occidentale de l'Écosse.

## Géographie
Le village est situé sur la côte sud de l'île de Barra dans une baie dominée par le château de Kisimul et faisant face aux îles de Vatersay et de Sandray. Le point culminant de l'île, la colline de Heaval, se situe à 1,5 kilomètre au sud-ouest de Castlebay.

## Histoire
Des fouilles archéologiques entreprises en 2001 par Historic Scotland menées dans le Château de Kisimul ont permis de mettre en évidence une occupation sporadique sur l'îlot rocheux au milieu de la baie au cours de la Préhistoire durant le Néolithique ou l'âge du bronze. Des restes de poteries, de céréales et des silex constituent les éléments retrouvés par les archéologues dans les douze tranchées creusées dans la cour. Néanmoins, ces indices ne permettent pas de déterminer la nature et la durée de l'occupation de l'île.
Le clan MacNeil s'établit à Barra au cours du XIe siècle selon la tradition du clan,. Naill de Barra, son 21e chef, entreprendrait alors la construction du Château de Kisimul vers 1039. Une autre tradition situe la construction du château à partir de 1427, date à laquelle Gilleonan Macneil devient le premier Lord du clan,.

## Monuments et lieux touristiques

### Église
L'église catholique de Castlebay Our Lady Star of the Sea fut construite en 1886 sur un monticule surplombant le centre-ville selon les plans de l'architecte d'Oban, G. Woulfe Brenan. Les vitraux de l'église représentent la Crucifixion sur la façade nord et la Vierge à l'Enfant sur la façade sud. Des travaux de rénovations ont été achevés début 2007.

### Château de Kisimul

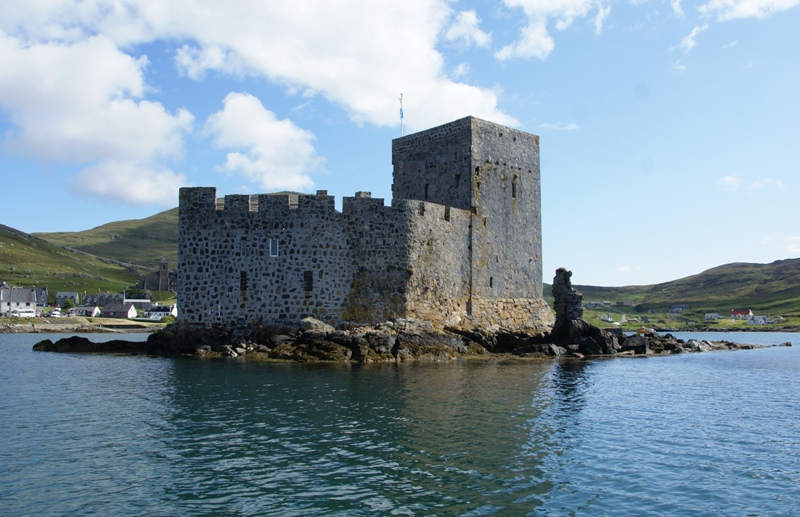
Le Château de Kisimul.

Le château de Kisimul, en anglais Kisimul Castle, en gaélique écossais Caisteal Chiosmuil, est un édifice de type maison-tour. Fief ancestral du chef du clan MacNeil, il est l'un des plus vieux châteaux d'Écosse et a la particularité de n'être jamais tombé aux mains des ennemis. Il fait l'objet de nombreuses modifications architecturales entre les XVe et XVIIe siècles avant d'être abandonné puis vendu en 1838. Durant un siècle, il se dégrade en raison des conditions atmosphériques et de l'action humaine, les pierres du château faisant l'objet d'un commerce. Racheté par ses anciens propriétaires en 1937, il est restauré jusqu'en 1970 et constitue depuis un site touristique classé en catégorie A.

## Transports

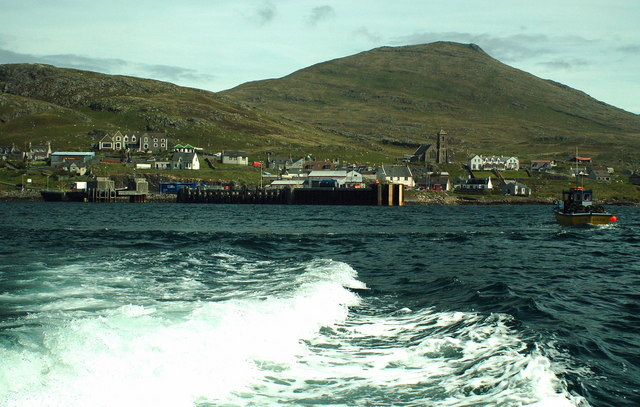
Vue de la jetée et de l'église depuis la baie.

La route A888 qui fait le tour de Barra passe au cœur de Castlebay. Le village abrite également le principal terminal de ferry de l'île exploité par la compagnie  Caledonian MacBrayne d'où partent les ferries qui relient Castlebay à Oban et South Uist. Des ferries à vapeur ont relié Castlebay à Oban depuis la fin des années 1800. Depuis les années 1980, un terminal pour  rouliers permet l'utilisation de ferry beaucoup plus grands. Entre 1989 et 1998 le MV Lord of the Isles voyageait quotidiennement entre Castlebay, Oban et Lochboisdale (South Uist), avec parfois un arrêt sur l'Île de Mull. En 1998, le MV Clansman a remplacé le MV Lord of the Isles sur ce parcours.

## Enseignement
La Castlebay Community School (Gaelic: Sgoil Bhàgh a’ Chaisteil) est le seul établissement d'enseignement secondaire de l'île. Depuis 2007, une section école primaire offre aux enfants de Barra un apprentissage en anglais et en gaélique écossais .